# Element Eighty (album)
Element Eighty è il secondo album registrato dall'omonimo gruppo metalcore statunitense. È il primo album del gruppo pubblicato dopo la firma del contratto con la Universal Records.

## Tracce
1. Goodbye – 2:45
2. Bloodshot – 3:57
3. Broken Promises – 3:17
4. Texas Cries – 3:01
5. Parachute – 3:00
6. Dummy Block – 2:58
7. Scars (The Echo Song) – 4:58
8. Slackjaw – 3:21
9. Rabies – 3:18
10. Pancake Land – 2:51
11. Flatline – 3:56
12. Rubbertooth – 1:44

## Formazione
- David Galloway - voce
- Matthew Woods - chitarra
- Roon - basso
- Ryan Carroll - batteria